# Освіта в Данії

## Система освіти в Данії
Освіта в Данії сповідує принцип: навчання для життя. Цей принцип для данців означає, що навчання має всебічно розвивати особистість, а не перетворювати людину на заручника системи. Знання для людини, а не людина для знань. Освіта в Данії більш орієнтована на практичну підготовку, ніж на теоретичну підготовку.

### Дошкільна освіта в Данії
У Данії існує особливе ставлення до освіти. Держава фінансує всі навчальні заклади незалежно від їх форми власності. Витрати держави на освіту одні із найбільших у світі, вони тримаються на рівні 8 % від внутрішнього валового продукту.
Данія має відносно ліберальне мовне законодавство, що дозволяє окрім данської мови в освітніх закладах країни широко використовувати англійську мову, це в свою чергу сприяє притоку іноземних студентів в країну.
У віці 3-6/7 років діти можуть відвідувати дошкільний заклад. У Данії існує доволі розгалужена система дошкільних закладів: ясел, дитячих садків. Вони працюють за дуже зручним для батьків графіком. Вже о 7 годині ранку батьки можуть залишати в садочках дітей, а забирати дітей батьки можуть близько 18 години вечора. Особливість дошкільної освіти в Данії виявляється вже в тому, що значна частина працівників дошкільних закладів є чоловіками. Окрім дитячих садочків батьки можуть залишати своїх дітей в спеціальних групах, які нараховують не більше десяти осіб. Такими групами опікуються незалежні вихователі, які отримують кошти за свої послуги не від батьків, а від місцевої влади. Витрати за перебування дітей в дошкільних закладах покладені на місцеві бюджети. У віці 6 років діти мають право безкоштовно на добровільній основі відвідувати підготовчий клас у школі.

### Система шкільної та вищої освіти в Данії
Загальноосвітня середня школа у Данії — це державна школа, навчання в якій розраховано на 9-10 років. 9-річна єдина школа, в якій учень тільки після дев'ятого класу постає перед вибором між професійною освітою, гімназією, підготовчими курсами або продовженням навчання у 10-му класі.
Закон 1975 року передбачає викладання у данських школах 15 обов'язкових і декількох факультативних предметів, причому кожна школа відповідає за те, щоб були виконані завдання викладання кожного предмета, що приписуються Міністерством освіти. Більш докладно зміст предмета описується в навчальних планах, які повинні розроблятися комуною (муніципалітетом) для кожної школи.
Батьки мають великий вплив на навчання в школі і вибір дітьми того чи іншого предмета, можуть настояти на повторному навчанні своєї дитини в будь-якому класі, разом вибирати предмети у 8-му та 9-му класах, а також вибрати які іспити складатиме випускник.
Діти в Данії навчаються не більше 5 уроків в день, причому два з них — обов'язково фізкультурно-спортивного спрямування. У данській школі майже не задають уроків, все робиться в класі. Додому задають тільки так звані «прожекти»–це щось, що віддалено нагадує реферат.
Головною перевагою навчання в Данії є високо поставлене навчання іноземним мовам. Основною установкою в данській школі стало розвиток творчих здібностей, гнучкості мислення, уміння взаємодіяти один з одним. Дітей вчать вільно висловлювати свої думки, брати участь у вирішенні поставлених завдань. Основний принцип шкільної освіти полягає в тому, що процес так само важливий, як і остаточний результат, а інтересами окремої особистості не можна нехтувати заради вимог системи.
У школах Данії на учнів не можна не тільки кричати, але і просто підвищувати голос. Звичайне покарання — залишати дітей після уроків. У більш складних випадках, учнів можуть відправляти на «примусові роботи».

### Вища освіта в Данії здобувається
Вища освіта в Данії здобувається в:
- коледжі;
- університеті.

Зарахування до вишу проходить не тільки за тестами з предмета, але й за відбором атестатів, автобіографій абітурієнтів і результатів медичної комісії, а це значить, що здоров'ю майбутніх студентів приділяється пильна увага. Спілкування між викладачами і студентами в Данії дуже демократичне, тобто звернення студентів до викладача на «ти» і по імені. Данські студенти можуть займатися науковою роботою з будь-якого курсу, за наявності наукового керівника. Написання ж дипломної роботи дозволяється за наявності гранту на цю діяльність, інакше без фінансової підтримки дипломна робота неможлива.
Отримання університетського навчання в Данії є безкоштовним для студентів ЄС/ЄЕЗ або постійних жителів. Для інших іноземних студентів плата може варіюватися від приблизно 6 000 до 18 000 євро на рік залежно від програми.